# Enicospilus ktesus
Enicospilus ktesus är en stekelart som beskrevs av Ian D. Gauld och Mitchell 1978. Enicospilus ktesus ingår i släktet Enicospilus och familjen brokparasitsteklar. Inga underarter finns listade i Catalogue of Life.